# 305238 Maxuehui
305238 Maxuehui è un asteroide della fascia principale. Scoperto nel 2007, presenta un'orbita caratterizzata da un semiasse maggiore pari a 2,7611952 au e da un'eccentricità di 0,0387367, inclinata di 2,85896° rispetto all'eclittica.
L'asteroide è dedicato all'astronomo taiwanese Ma Xue-Hui.